# Skip Marley
Skip Marley Minto, conocido artísticamente como Skip Marley (Kingston, Jamaica, 4 de junio de 1996) es un cantante y compositor jamaicano. Es hijo de Cedella Marley y nieto por vía materna de Bob Marley.

## Biografía
Marley nació en Kingston, Jamaica, hijo de Cedella Marley y David Minto, y criado en Miami, Florida. Creció tocando el piano, tambores, guitarra, y el bajo.
En 2015 lanzó su primer sencillo, Cry to me, y un segundo sencillo titulado Life bajo el sello de Tuff Gong. Más tarde firmó con Blue Mountain Music, y unió a sus tíos Damian y Stephen en el tour Catch a fire.
A principios de 2016 fue presentado en una campaña publicitaria de los pantalones vaqueros "1969 Denim" de Gap.
A primeros de 2017, Marley firmó con Island Records y publicó su sencillo debut Lions en febrero de 2017. Es coautor del sencillo de Katy Perry Chained to the rhythm (2017). Los dos actuaron en los 59.º Premios Grammy el 12 de febrero de 2017, y también en los Premios Brit el 22 de febrero de 2017.

## Discografía

### Singles

#### Como artista solista
- 2015: Cry to me.
- 2015: Life.
- 2017: Lions.
- 2017: Calm Down.
- 2017: "refugee"

#### Como colaborador
- 2017: Chained to the Rhythm.

#### Con colaboradores
- 2019: "That's Not True" ft. Damian "Jr.Gong" Marley

### Citas
1. ↑  «Skip ready to carry Marley legacy». Jamaica Observer (en inglés). 18 de abril de 2015. Archivado desde el original el 4 de junio de 2019. Consultado el 1 de febrero de 2017.
2. ↑  «SKIP MARLEY». Island Stage (en inglés). Archivado desde el original el 17 de septiembre de 2020. Consultado el 1 de febrero de 2017.
3. ↑  Gaddis, Anicée (28 de octubre de 2015). «Meet Skip Marley: The Newest Musician From the Marley Clan». Vogue. Consultado el 1 de febrero de 2017.
4. ↑  Maxwell Losgar, Dan. «How Bob Marley's Grandson Is Fulfilling His Musical Destiny». Teen Vogue (en inglés). Consultado el 1 de febrero de 2017.
5. ↑  Eddy, Jamie (8 de julio de 2015). «Skip Marley and the Future of Reggae». The WILD Magazine (en inglés). Archivado desde el original el 26 de febrero de 2017. Consultado el 1 de febrero de 2017.
6. ↑  «Skip Marley - Life». Reggae Dancehall (en inglés). Archivado desde el original el 23 de agosto de 2017. Consultado el 1 de febrero de 2017.
7. ↑  «Skip Marley "Life" First Single Release From Upcoming Reggae Power 2 Album». Jamaicans.com (en inglés). 12 de septiembre de 2015. Consultado el 1 de febrero de 2017.
8. ↑  «Skip Marley featured in Gap Advertisement». Bob Marley (en inglés). 16 de marzo de 2016. Archivado desde el original el 5 de septiembre de 2019. Consultado el 1 de febrero de 2017.
9. ↑  Stutz, Colin (3 de febrero de 2017). «Skip Marley Signs With Island Records, Shares Revolutionary New Song 'Lions': Listen». Billboard (en inglés). Consultado el 7 de febrero de 2017.
10. ↑  «Skip Marley & Katy Perry perform new single @ Grammy Awards 2017». reggaeville.com (en inglés). 13 de febrero de 2017. Consultado el 15 de febrero de 2017.
11. ↑  Harnick, Chris (13 de febrero de 2017). «Katy Perry Introduces the World to Her New Single at 2017 Grammys». E! Online (en inglés). Consultado el 15 de febrero de 2017.